# خط اصلی چیلترن
خط اصلی چیلترن (به انگلیسی: Chiltern Main Line) یکی از خطوط راه‌آهن در کشور انگلستان است.
این خط از شهر لندن شروع شده و در شهر بیرمنگام به پایان میرسد.